# Chiesa di San Bartolomeo Apostolo (Vinovo)
La chiesa di San Bartolomeo Apostolo è la parrocchiale di Vinovo, in città metropolitana ed arcidiocesi di Torino; fa parte del distretto pastorale Torino Sud-Est.

## Storia

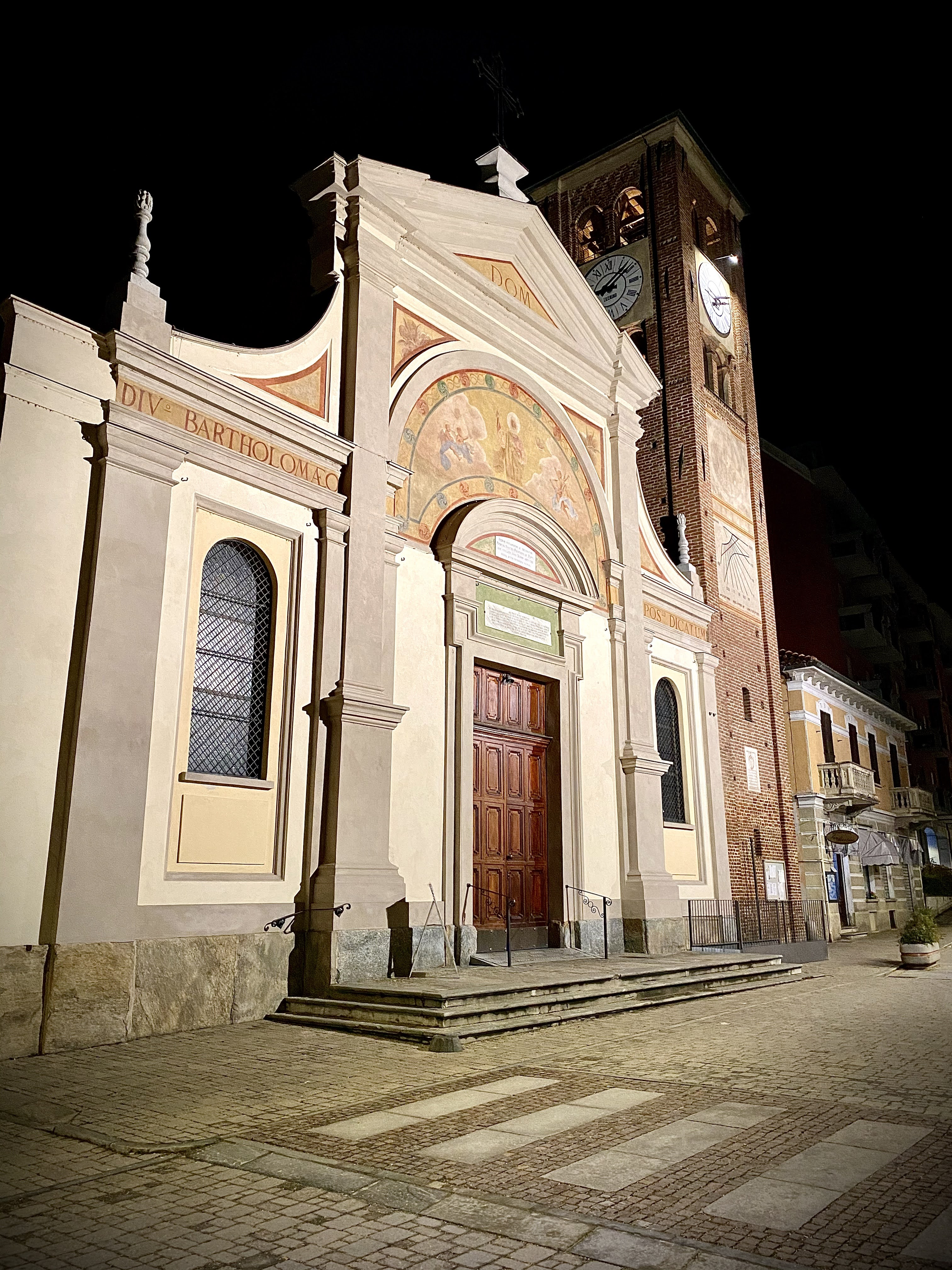
La chiesa con, accanto, il campanile illuminata di sera

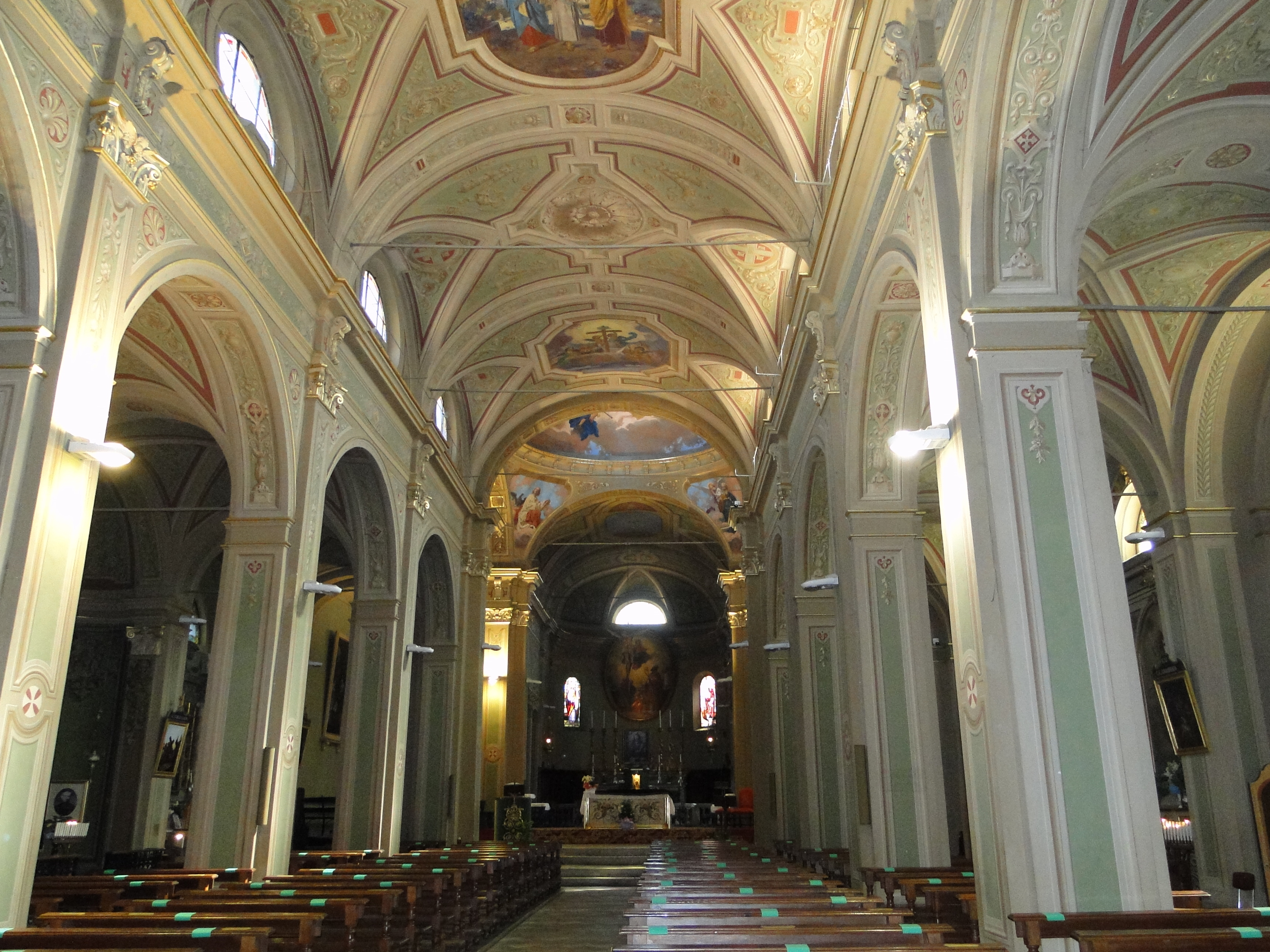
Chiesa di San Bartolomeo - Interno

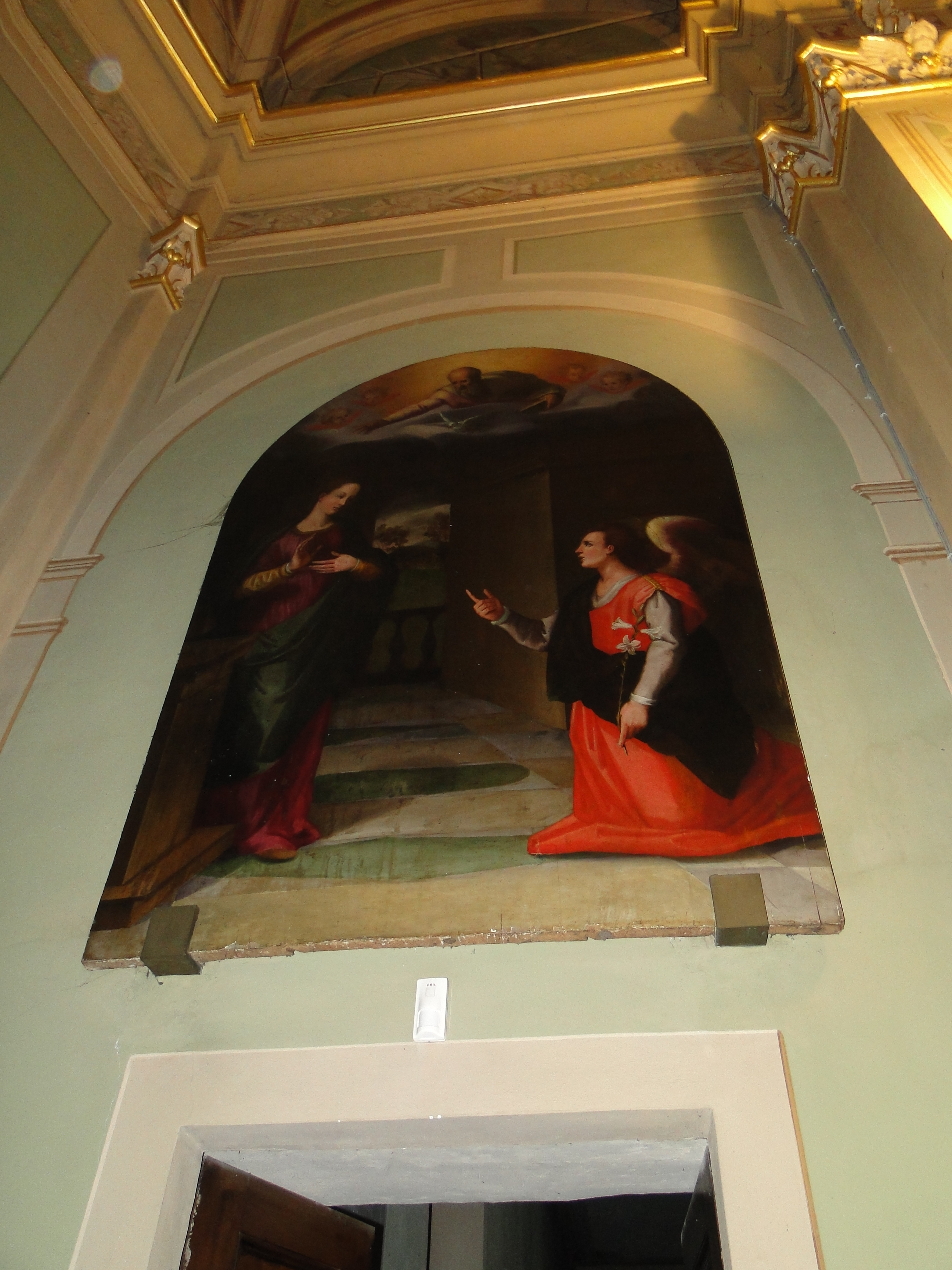
Vinovo-Chiesa di San Bartolomeo - Annunciazione

L'antica chiesa parrocchiale di Vinovo era la duecentesca cappella di San Desiderio, situata lungo la strada che da Carpice menava a Piobesi.
Nel XV secolo questa chiesetta non era più sufficiente a soddisfare le esigenze dei fedeli e, inoltre, si trovava fuori dal borgo ed era scomoda da raggiungere; nel 1451 si decise, dunque, d'ingrandire la precedente cappella privata della famiglia Della Rovere in paese.
Nel 1472 la parrocchia ricevette una cascina come beneficio.
Tra il 1615 e il 1618 la chiesa fu rifatta, ma il 4 agosto del 1630, durante la guerra del Monferrato, la fanteria francese appiccò il fuoco all'edificio, distruggendolo. L'attuale chiesa parrocchiale venne dunque costruita nel XVII secolo.
 Tra il 1784 e il 1789 vennero elaborati cinque disegni per l'ingrandimento e alcune modifiche interne della chiesa, a firma dell'architetto sanmauriziese Lodovico Bò; di tutto il progetto venne realizzato solo l'altare maggiore.
In seguito all'estinzione della famiglia Della Rovere, il giuspatronato passò dapprima ai Delle Lanze, per poi essere affidato all'Ordine Mauriziano.
Tra il 1880 e il 1890 vennero rifatte le decorazioni interne e l'organo, inaugurato nel 1886, mentre tra il 1890 e il 1892 la facciata fu oggetto di alcuni interventi su disegno di Crescentino Caselli.
Nel 1964 il giuspatronato dell'Ordine Mauriziano venne soppresso e tra il 1988 e il 1990 la parrocchiale subì alcuni lavori di ristrutturazione.
Nel 2017 sono iniziati i lavori di restauro della facciata, che si sono conclusi a inizio 2018.

## Descrizione

### Esterno
La facciata della chiesa si compone di due ordini ed è a salienti; la parte centrale è caratterizzata da due lesene sopra le quali vi è il timpano.

### Interno
L'interno è a tre navate, di cui quella centrale presenta una volta a botte, mentre le laterali volte a crociera.
Opere di pregio qui conservate sono due altorilievi del XII secolo raffiguranti Cristo Pantocratore e la Beata Vergine Maria, il busto ligneo avente come soggetto Gesù Cristo, intagliato nel XV secolo, la statua lignea della Madonna del Rivoletto, trovata nel 1330 in un campo vicino al paese, il crocifisso ligneo, realizzato nel XVII secolo e donato probabilmente dal cardinale Della Rovere, la tela di scuola toscana ritraente l'Annunciazione, dipinta nel Cinquecento, la pala della Natività del 1584 e una copia della Trasfigurazione di Raffaello Sanzio.